# Stay on These Roads
Stay on These Roads é o terceiro álbum de estúdio da banda A-ha, lançado a 1 de Maio de 1988 pela Warner Bros. Records. O álbum adicionou mais cinco Top 15 britânicos a crescente lista de hits da banda. Sua turnê mundial, que passou por 74 cidades, foi a primeira a passar pelo Brasil.
O álbum foi outro grande sucesso do A-ha a nível internacional, vendendo cerca de 4 milhões de cópias no mundo todo. Apareceu na posição #148 na lista dos 200 álbuns mais vendidos nos Estados Unidos, a Billboard 200. No Reino Unido, apareceu na posição #2 na UK Albums Chart. Na Noruega o disco alcançou o topo da lista de álbuns mais vendidos. Foi certificado com discos de ouro no Reino Unido, Suíça e Alemanha e disco de platina no Brasil. Mags alegou que foi um álbum difícil de fazer, entretanto, segundo ele, é o disco que o trio mais se orgulha de ter gravado.
Foram 6 singles lançados com este álbum e todos eles recebidos com bastante sucesso: Stay on These Roads, The Living Daylights (que ambos ficaram em #5 no Reino Unido), Touchy! (#5 na França e #11 no Reino Unido), You Are the One (#12 na Irlanda e #13 no Reino Unido), The Blood That Moves the Body (#5 na Polônia e #11 na Irlanda) e There's Never a Forever Thing (single lançado apenas no Brasil e que foi muito tocada nas rádios do país).

## Faixas
Todas as letras de Paul Waaktaar-Savoy, compositores conforme mencionado abaixo
1. Stay On These Roads (Morten Harket; Magne Furuholmen; Paul Waaktaar-Savoy) - 4:45
2. The Blood That Moves the Body - 4:06
3. Touchy! (Morten Harket; Magne Furuholmen; Pal Waktaar) - 4:34
4. This Alone Is Love (Magne Furuholmen; Paul Waaktaar-Savoy)- 5:15
5. Hurry Home (Magne Furuholmen; Paul Waaktaar-Savoy)- 4:37
6. The Living Daylights (John Barry; Paul Waaktaar-Savoy) - 4:47
7. There's Never A Forever Thing - 2:53
8. Out Of Blue Comes Green - 6:42
9. You Are The One (Magne Furuholmen; Paul Waaktaar-Savoy) - 3:51
10. You'll End Up Crying - 2:06

## Créditos
- Vocais e backing vocals: Morten Harket
- Teclados, programação de baixo e bateria, backing vocals: Magne Furuholmen
- Guitarras, cordas, backing vocals: Paul Waaktaar-Savoy
- Produção: Alan Tarney
- Engenheiro de gravação: Gerry Kitchingham
- Engenheiro de mixagem: John Hudson
- Direção de arte: Jeri Heiden
- Fotografias: Just Loomis, Stuart Watson

## Posições

### Álbum
| Chart                 | Peak |
| --------------------- | ---- |
| Swiss Album Charts    | 6    |
| Austrian Album Charts | 9    |
| Swedish Albums Chart  | 10   |
| Norwegian Album Chart | 1    |
| Billboard 200         | 148  |
| SNEP                  | 6    |
| UK Albums Chart       | 2    |
| Media Control Charts  | 4    |
| Italian Album Chart   | 2    |
| Canadian Album Chart  | 55   |

### Singles
| Year | Name                          | Chart                   | Peak |
| ---- | ----------------------------- | ----------------------- | ---- |
| 1988 | Stay on These Roads           | Norwegian Singles Chart | 1    |
| 1988 | Stay on These Roads           | Suíça                   | 10   |
| 1988 | Stay on These Roads           | Reino Unido             | 5    |
| 1988 | Stay on These Roads           | Irlanda                 | 2    |
| 1988 | Stay on These Roads           | França                  | 3    |
| 1988 | Stay on These Roads           | Suécia                  | 17   |
| 1988 | Stay on These Roads           | Áustria                 | 1    |
| 1988 | Stay on These Roads           | Alemanha                | 7    |
| 1988 | Stay on These Roads           | Itália                  | 1    |
| 1988 | The Blood That Moves the Body | Reino Unido             | 25   |
| 1988 | The Blood That Moves the Body | Irlanda                 | 11   |
| 1988 | The Blood That Moves the Body | Suíça                   | 29   |
| 1988 | The Blood That Moves the Body | Alemanha                | 23   |
| 1988 | Touchy!                       | Reino Unido             | 11   |
| 1988 | Touchy!                       | Irlanda                 | 6    |
| 1988 | Touchy!                       | Suíça                   | 18   |
| 1988 | Touchy!                       | França                  | 5    |
| 1988 | Touchy!                       | Alemanha                | 13   |
| 1988 | You Are the One               | Reino Unido             | 13   |
| 1988 | You Are the One               | Irlanda                 | 12   |
| 1988 | You Are the One               | França                  | 21   |
| 1988 | You Are the One               | Alemanha                | 30   |